# Baracoa

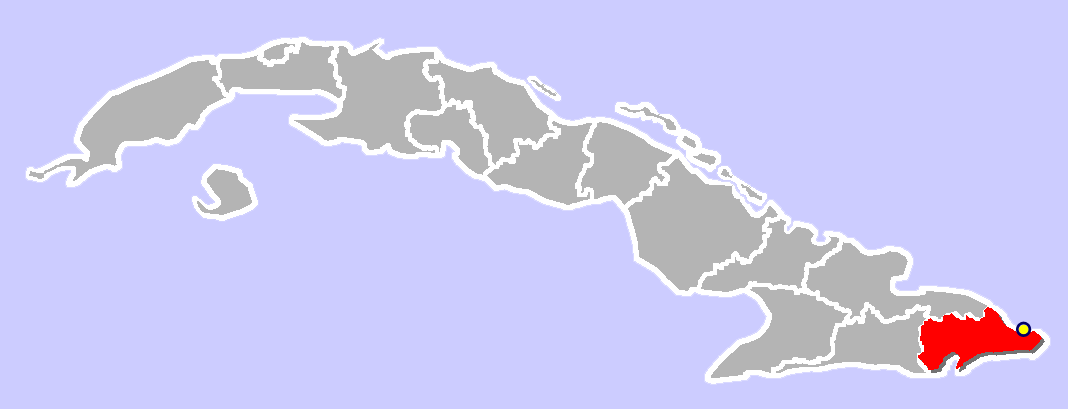
Położenie miasta

Baracoa – miasto we wschodniej Kubie, nad Oceanem Atlantyckim. Założone przez Diego Velazqueza – pierwszego gubernatora wyspy w 1511 roku jako pierwsza stolica hiszpańskiej kolonii.
Jest to miasto zamieszkane w dużej mierze przez potomków rdzennych mieszkańców Kuby - Indian Taino.
Szacuje się, iż we wschodniej Kubie żyje obecnie kilka lub kilkanaście tysięcy Indian czystej krwi, ale o wiele znaczniejsza część ludności Baracoa i okolic ma w sobie domieszkę krwi indiańskiej. Lokalnym bohaterem jest tu Hatuey – kacyk Indian Taino, który walczył z hiszpańskimi najeźdźcami i został przez nich spalony na stosie w 1512 roku.
W tutejszym kościele znajduje się pierwszy krzyż misyjny przywieziony przez Krzysztofa Kolumba do Nowego Świata.
Liczba mieszkańców w 2003 roku wynosiła ok. 67 tys.
W miejscowości działa port lotniczy Gustavo Rizo.